# Avitta insignans
Avitta insignans är en fjärilsart som beskrevs av George Francis Hampson 1902. Avitta insignans ingår i släktet Avitta och familjen nattflyn. Inga underarter finns listade i Catalogue of Life.